# Glogova (gmina Višegrad)
Glogova (cyr. Глогова) – wieś w Bośni i Hercegowinie, w Republice Serbskiej, w gminie Višegrad. W 2013 roku liczyła 48 mieszkańców.